# Woudenberg

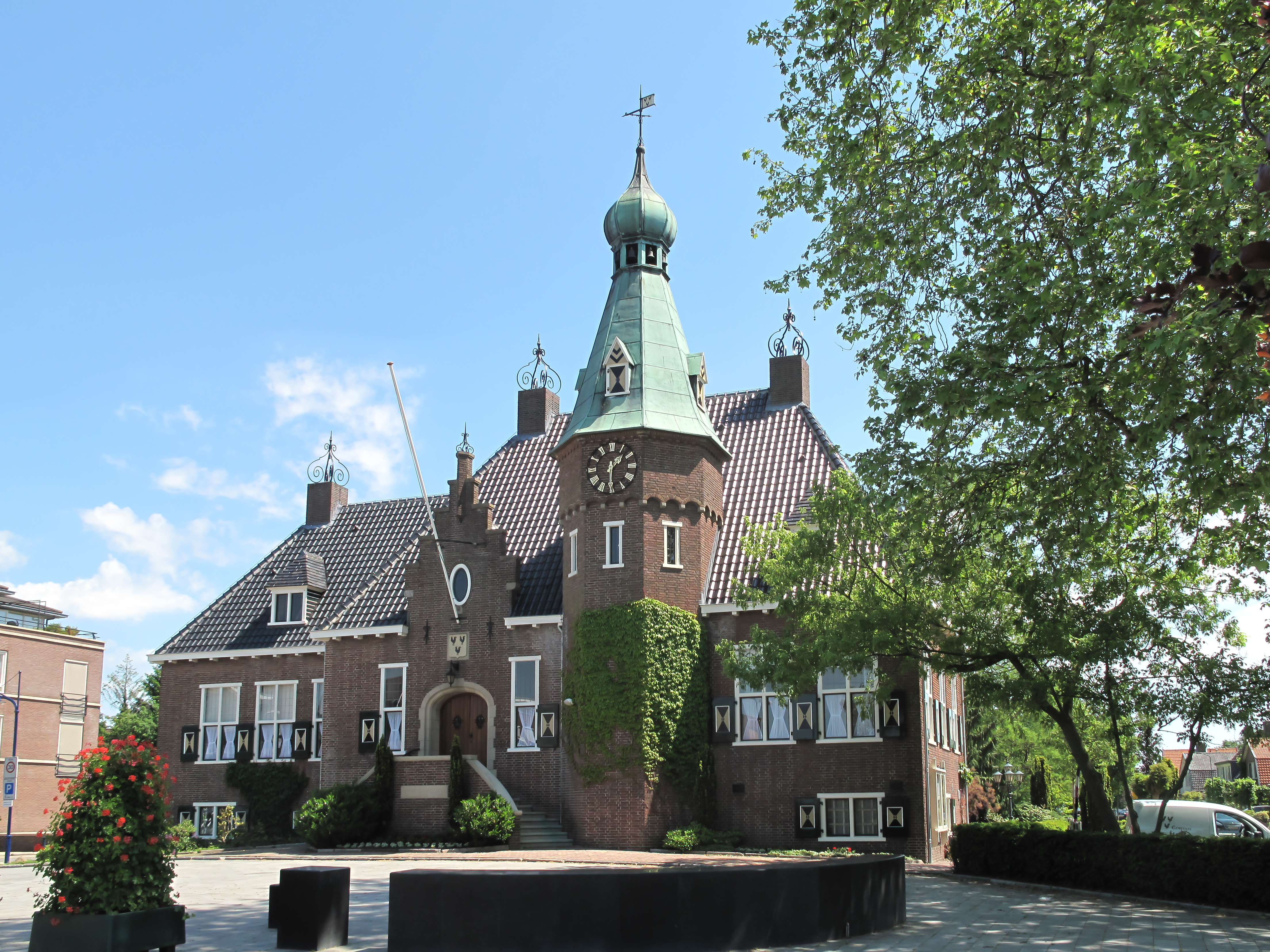
Rådhuset i Woudenberg.

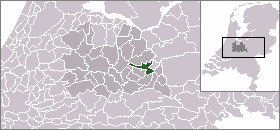
Woudenbergs läge.

Woudenberg är en kommun i provinsen Utrecht i Nederländerna. Kommunens totala area är 36,72 km² (där 0,25 km² är vatten) och invånarantalet är på 11 232 invånare (2005).